# Bougainvillia crassa
Bougainvillia crassa är en nässeldjursart som beskrevs av John Fraser 1938. Bougainvillia crassa ingår i släktet Bougainvillia och familjen Bougainvilliidae. Inga underarter finns listade i Catalogue of Life.